# 2009 au Liechtenstein
Cet article présente les faits marquants de l'année 2009 au Liechtenstein.

## Évènements

### Février
- Mercredi 18 février 2009 : le nouveau chef de gouvernement, récemment élu, Klaus Tschütscher, déclare que le  Liechtenstein est prêt à étendre sa coopération avec l'Union européenne sur la fraude fiscale, la principauté voulant mettre un terme à son image de paradis fiscal. Il estime que son pays  devait « s'éloigner de l'image de paradis fiscal non coopératif », et renforcer le contact avec l'Organisation pour la coopération et le développement économiques (OCDE). Le Liechtenstein est un des trois pays, avec l'Andorre et Monaco, qui figurent sur la « liste noire » des paradis fiscaux « non-coopératifs » en matière fiscale et judiciaire de l'OCDE : « Je peux imaginer une solution pour un accord avec l'UE, qui évite par la coopération la fraude fiscale et établisse une compétition juste avec l'abrogation de la double imposition ».

### Décembre
- Jeudi 10 décembre 2009: la Slovaquie et le Liechtenstein signe un protocole établissant des relations diplomatiques et la reconnaissance officielle réciproque des deux états. Les liens diplomatiques avait été rompu depuis 1939.plus d'info...